# The Adventures of Thin Lizzy
The Adventures of Thin Lizzy es un álbum recopilatorio de la banda de hard rock Thin Lizzy, publicado en 1981 por Vertigo Records.

## Lista de canciones
Todas escritas por Phil Lynott excepto donde se indique.

### Lado A
1. "Whiskey in the Jar" (Arreglos: Lynott, Eric Bell, Brian Downey) - 3:40
2. "Wild One" - 3:29
3. "Jailbreak" - 4:01
4. "The Boys Are Back in Town" - 4:27
5. "Don't Believe a Word" - 2:18
6. "Dancing in the Moonlight (It's Caught Me in Its Spotlight)" - 3:26

### Lado B
1. "Waiting for an Alibi" (Lynott, Gary Moore) - 3:28
2. "Do Anything You Want To" - 3:50
3. "Sarah" (Lynott, Moore) - 3:21
4. "Chinatown" (Downey, Scott Gorham, Lynott, Snowy White) - 3:37
5. "Killer on the Loose" - 3:54

## Créditos
- Phil Lynott – bajo, voz
- Brian Downey – batería, percusión
- Eric Bell – guitarra en la canción 1
- Scott Gorham – guitarra, excepto en las canciones 1 y 9
- Brian Robertson – guitarra en las canciones 2–5
- Gary Moore – guitarra en las canciones 7–9
- Snowy White – guitarra en las canciones 10 y 11